# Coleophora protecta
Coleophora protecta é uma espécie de mariposa do gênero Coleophora pertencente à família Coleophoridae.